# Нельзи, Жермен
Жермен Жоффри Нельзи (фр. Germain Geoffrey Nelzy; 3 августа 1934, Каз-Пилот — 15 декабря 2012, Ле-Ламантен) — французский легкоатлет, выступавший в беге на средние дистанции. Участник летних Олимпийских игр 1964 года.

## Биография
Жермен Нельзи родился 3 августа 1934 года во французском городе Каз-Пилот на Мартинике.
Выступал в легкоатлетических соревнованиях за парижский АСП. В 1962 году стал чемпионом Франции в беге на 400 метров.
В 1964 году вошёл в состав сборной Франции на летних Олимпийских играх в Токио. В эстафете 4х400 метров сборная Франции, за которую также выступали Мишель Ибло, Бернар Мартен и Жан-Пьер Боккардо, заняла 3-е место в полуфинале с результатом 3 минуты 7,5 секунды и последнее, 8-е место в финале (3.07,4).
Впоследствии работал советником департамента по делам молодёжи и спорта Мартиники.
В 1998 году за 42-летнюю гражданскую, военную службу и спортивную деятельность стал кавалером ордена «За заслуги».
Умер 15 декабря 2012 года во французском городе Ле-Ламантен на Мартинике.

## Личный рекорд
- Бег на 400 метров — 47,1 (1962)[2]